# 古尔奈-卢瓦泽
古尔奈-卢瓦泽（法語：Gournay-Loizé，法語發音：[ɡuʁnɛ lwaze]）是法国德塞夫勒省的一个旧市镇，属于尼奥尔区。古尔奈-卢瓦泽于1972年由原市镇古尔奈（Gournay）和卢瓦泽（Loizé）合并而成。2017年，古尔奈-卢瓦泽与市镇莱萨勒合并为新市镇阿卢瓦奈，古尔奈-卢瓦泽为新市镇行政中心。

## 地理
古尔奈-卢瓦泽（46°9'21"N, 0°3'29"W）面积23.23 平方千米，位于法国新阿基坦大区德塞夫勒省，该省份为法国西部内陆省份，北起曼恩-卢瓦尔省，西接旺代省，南至夏朗德省和滨海夏朗德省，东临维埃纳省。
与古尔奈-卢瓦泽接壤的市镇（或旧市镇、城区）包括：莱萨勒、谢夫布托讷、迈索奈、梅勒朗、圣樊尚拉沙特尔、谢夫布托讷、蒂尤。

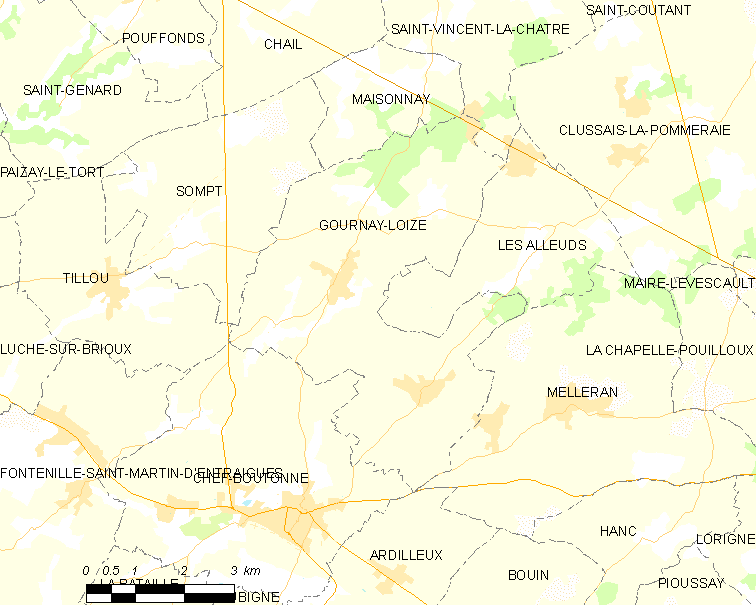
古尔奈-卢瓦泽的OSM定位图

古尔奈-卢瓦泽的时区为UTC+01:00、UTC+02:00（夏令时）。

## 行政
古尔奈-卢瓦泽的邮政编码为79110，INSEE市镇编码为79136。

## 政治
古尔奈-卢瓦泽所属的省级选区为梅勒县。

## 人口

1962-2008年间古尔奈-卢瓦泽人口变化图示

古尔奈-卢瓦泽于2016年1月1日时的人口数量为883人。